# Peeter Sink
Peeter Sink (* 30. März 1902 in Pilistvere; † 31. Mai 1957) war ein estnischer evangelischer Pfarrer, Lyriker, Maler und Photograph.

## Leben und Wirken
Sink studierte an der Kunsthochschule in Tallinn Malerei bei Nikolai Triik und Ants Laikmaa. Nach der freiwilligen Teilnahme am Estnischen Freiheitskrieg erlebte Sink 1920 eine religiöse Erweckung und wurde Pfarrer. Er trat 1923 der christlichen Jugendbewegung Christian Endeavour bei, deren Leiter für Estland er von 1926 bis 1932 war. Ab 1938 trat er in den Dienst der Europäischen Christlichen Mission (ECM). In den letzten Jahren seines Lebens ab 1955 war er lutherischer Pfarrer in Elva.
Daneben blieb Sink stets als Maler und Photograph aktiv und trat auch als Lyriker hervor. 1930 heiratete er die Komponistin Marie Gildemann, die viele seiner Gedichte vertonte. Er blieb in stetem Kontakt zu seinen Kommilitonen Eduard Viiralt, Roman Nyman und Günther Reindorff und hatte in den 1930er Jahren mehrere Foto- und Gemäldeausstellungen. Seine Gedichte erschienen in drei von ihm selbst illustrierten Bänden. Eine umfassende Sammlung seiner Gedichte wurde 2002 unter dem Titel Taeva Vari (Schatten des Himmels) veröffentlicht.

## Privatleben
Peeter und Marje Sink hatten zwei Söhne: den Politiker Tunne Kelam (* 1936) und den Komponisten Kuldar Sink (1942–1995).